# Понятув (Серадзький повіт)
Понятув (пол. Poniatów) — село в Польщі, у гміні Ґощанув Серадзького повіту Лодзинського воєводства.
Населення — 243 особи (2011).
У 1975-1998 роках село належало до Серадзького воєводства.

## Демографія
Демографічна структура станом на 31 березня 2011 року:
|          | Загалом | Допрацездатний вік | Працездатний вік | Постпрацездатний вік |
| -------- | ------- | ------------------ | ---------------- | -------------------- |
| Чоловіки | 124     | 33                 | 83               | 8                    |
| Жінки    | 119     | 24                 | 67               | 28                   |
| Разом    | 243     | 57                 | 150              | 36                   |